# Glorinha
Glorinha es un municipio brasileño del estado de Rio Grande do Sul. A sólo 54 kilómetros de Porto Alegre, y destacado por el título apropiado de Un Paraíso Entre la Capital, por su Sierra y Mar.

## Demografía
El municipio de Glorinha alberga una población estimada de 7.654 habitantes (según datos estimados de 2017).

## Geografía
Ocupa una superficie de exuberante área verde de 323,6 kilómetros cuadrados (124,9 mi²), espparcidos entre sitios de ocio, cerros, presas, bosques, cascadas, granjas con ovejas, vacas, caballos, cabras, búfalos (o búfalos), criaderos de avestruces y otras bellezas naturales.